# Mihai Codreanu
Mihai Codreanu (n. 25 iulie 1876, Iași, România – d. 23 octombrie 1957, Iași, România) a fost un poet, dramaturg, avocat și traducător român, membru corespondent al Academiei Române (1942). A fost considerat drept cel mai prolific sonetist român
și părintele sonetului românesc.

### Biografie
Mihai Codreanu s-a născut în Iași, fiind fiul magistratului Mihail Costache Codreanu și al Nataliei Codreanu. Tatăl său, originar din Târgu Ocna, a fost judecător și profesor de latină la Colegiul Național. A murit, când Mihai avea 1 an si 7 luni. Mama, Natalia Codreanu (1843-1916), a fost fiica preotului Dimitrie Mânzariu, care și-a schimbat numele în Mârzescu, și sora politicianului Gheorghe Mârzescu. Mihai Codreanu a urmat cursurile liceale la Iași, Bacău și București, manifestând de tânăr interes pentru literatură. Pentru a rezista financiar în urma decesului tatălui său, Mihai Codreanu dădea lecții de limba română și era corector la ziarul „Evenimentul”. Dorința sa a fost aceea de a deveni actor, însă, vederea îi slăbește după vârsta de 30 de ani și renunță la acest vis. În ciuda problemelor de vedere, continuă să scrie sonete, dictându-le prietenilor apropiați. A murit în 1957, în Iași, la vârsta de 81 de ani, în vila sa (Vila Sonet) de pe Strada Rece.

### Studii și activitate literară
A urmat cursurile Facultății de Drept din orașul natal, în paralel cu cele ale Facultății de Filosofie. S-a înscris și la Academia de artă dramatica, avându-l profesor pe actorul State Dragomir. A fost director la Teatrul Național din Iași (1919-1923), profesor și rector (1933-1939) al Conservatorului de Artă Dramatică din Iași și director la revista "Însemnări ieșene".

### Debut
Debutează în lumea literară în revista bucureșteană "Lumea ilustrată" (1891), cu poeziile Sonet și Glossă.

### Opera
- "Diafane" (1901), sonete
- "Din când în când" (1903)
- "Statui" (1914), sonete (99 sonete)
- "Cântecul deșertăciunii" (1921), sonete și poezii
- "Turnul din fildeș" (1929), sonete
- "Statui. Sonete și evadări din sonet" (1939)

### Premii
- Premiul "Năsturel Herescu" al Academiei Române.
- membru corespondent al Academiei Române
- Cavaler al Academiei Franceze
- Marele Premiu Național de Poezie (1925)
- Legiunea de onoare a Franței pentru traducerea piesei de teatru Cyrano de Bergerac, a lui Edmond de Rostand

### Distincții
- Ordinul Meritul Cultural, în gradul de Cavaler clasa I, pentru litere (1 februarie 1943)[6]
- Ordinul Muncii clasa I (3 noiembrie 1956) „pentru merite în domeniul literaturii, cu prilejul împlinirii a 80 ani de viață”[7]